# Добровольці (фільм, 1985)
«Добровольці» — американський кінофільм, комедія Ніколаса Меєра 1985 року. Не рекомендується перегляд дітям та підліткам до 16 років.

## Сюжет
У цій комедії Том Генкс у ролі Лоуренса, розбещеного сина багатого батька, що заліз у великі борги. Тато несподівано відмовився витягати Лоуренса з біди, і тепер молодому джигуну нічого не залишається, окрім втечі. Лоуренс вмовляє свого друга поступитись йому своїм місцем в літаку Корпусу Миру і відправляється добровольцем в Таїланд, подалі від розлючених кредиторів. Дорогою він знайомиться із не в міру балакучим товстуном, випускником Вашингтонського університету Томом Таттлом з Такоми (штат Вашингтон) (Джон Кенді) і з симпатичною Бет Векслер (Ріта Вілсон), натхненною ідеями волонтерства і їхньою місією. Трійці доведеться збудувати міст для мешканців одного з сіл, в цьому їм допомагає Ат Тун (Гедде Ватанабе), кмітливий селянський хлопчина, єдиний з місцевих мешканців, що говорить англійською. Але все виявляється не таким простим, як здавалось: ще не збудований міст стає об'єктом пильної уваги місцевих наркоторгівців і «червоних» партизанів, а з ним і герої фільму.
Фільм пародіює другу картину, «Міст через річку Квай» (1957), відомий героїчний епос, удостоєний сімома статуетками «Оскар» і трьома «Золотими глобусами». У «Добровольцях» лунає «Марш полковника Бугі» з цього фільму, на його мелодію герої виконують студентську «Бойову пісню Вашингтонського університету».

## У ролях
- Том Генкс — Лоренс Борн III
- Джон Кенді — Том Таттл
- Ріта Вілсон — Бет Векслер
- Тім Томерсон — Джон Рейнольдс
- Гедде Ватанабе — Ат Тут
- Джордж Плімптон — Лоренс Борн-молодший
- Ернест Харада — Чанг Мі
- Аллан Арбас — Альберт Барденаро
- Ксандер Берклі — Кент Саткліфф